# Kvantna superpozicija
Kvantna superpozicija je osnovni princip kvantne mehanike, po kojem se, poput valova u "klasičnoj" fizici, bilo koja dva (ili više) kvantnih stanja mogu dodati ("superponirati"), te će rezultat biti valjano kvantno stanje; i obrnuto, svako kvantno stanje se može predstaviti kao zbroj dva ili više posebna stanja. Matematički se odnosi na svojstvo rješenja Schrödingerove jednadžbe; s obzirom na to da je Schrödingerova jednadžba linearna, bilo koja linearna kombinacija rješenja će također biti rješenje jednadžbe.
Primjer fizički vidljive manifestacije superpozicije je eksperiment s dvostrukom pukotinom.

## Klasična fizika
Svi valovi interferiraju čineći stalne ili nestalne valne oblike. Superpozicija je širi pojam od interferencije. Kada se dva vala nađu u istom dijelu prostora tada se nadograđuju ili slažu jedan na drugog tako da se njihove "visine" jednostavno zbrajaju ili oduzimaju. To je posljedica linearnosti diferencijalnih jednadžbi koje ih opisuju. Najjednostavniji primjer imamo kod valova na vodi. Kada dva nedaleka izvora titraju po vodi, proizvedeni kružni valovi koji se šire po površini dođu jedan do drugog i preklope se u području između izvora. U području preklapanja nastaje različita, superponirana slika novog, složenog vala. Na tom mjestu kažemo da je novi val nastao iz superpozicije dva stanja: stanja kružnog vala 1 i stanja kružnog vala 2, a slika koju vidimo naziva se interferentnom slikom. Interferentna slika je posljedica superpozicije.

## Pokus s dvostrukom pukotinom
Thomas Young je krajem 18. stoljeća pokus izvorno izveo sa svjetlosti propustivši je u najjednostavnijem slučaju kroz dvije pukotine. Tako je dobio dva koherentna snopa koji su iza pukotina interferirali, pokazujući na zastoru poznatu sliku s nizom izmjeničnih tamnih i svijetlih područja. Htio je provjeriti Newtonovu pretpostavku da se svjetlost sastoji od finih čestica, tako sitnih da ih pojedinačne ne možemo detektirati golim okom. I Young je morao zaključiti jedino što se moglo, a to je da svjetlost nije roj sićušnih čestica jer bi se u tom slučaju one gomilale u samo dva područja (zbog samo dva proreza). Kako je već bilo poznato ponašanje valova na vodi (ogib, interferencija), usporedbom je zaključio da je svjetlost valne, a ne čestične naravi i da na tamnim mjestima, gdje se dvije zrake svjetlosti susreću titrajući u protufazi, zapravo ništa ne titra – dakle, tamo je: svjetlo + svjetlo = mrak.
Ali, 1905. Newtonova zamisao o svjetlosnim česticama ponovo oživljuje kroz Einsteinovo tumačenje fotoelektričnog učinka. Naime svjetlost pod određenim uvjetima može izbiti elektrone iz metala samo u žestokim međučestičnim fotonsko-elektronskim sudarima. Kasnije, 1923. godine, Compton potvrđuje tu teoriju i imamo u to doba, neposredno prije nastanka kvantne mehanike, dvije potpuno nepomirljive teorije o prirodi svjetlosti koje će kvantna teorija uspješno ujediniti na svoj osebujan način.

### Pokus s elektronima
Važna verzija ovog pokusa uključuje samo jednu vrstu čestica. Slanje jedne vrste čestica kroz dvije pukotine, jednu po jednu, očekivano, rezultira prikazivanjem zasebnih čestica na zastoru. No, ako se česticama dopusti da se nakupljaju, dobiva se zanimljiv uzorak (vidi sliku lijevo). ovo dokazuje čestično-valnu dualnost, prema kojoj sva tvar ima svojstva čestica, ali i svojstva valova: čestica se može mjeriti kao jedan "udar" u jednom položaju, dok val opisuje vjerojatnost upijanja čestice na određenom položaju. Ovaj je fenomen dokazan za fotone, elektrone, atome, čak i neke molekule, uključujući fuleren.
Ako puštamo pojedinačne čestice (uzmimo za primjer elektrone) kroz samo jednu pukotinu, dobit ćemo istu pojavu kao i do sada. To znači da je svaki elektron u prolasku kroz uređaj morao pojedinačno interferirati sam sa sobom. Jer čestica, ili, bolje reći, kvant, koji je nedjeljiv u smislu da ga uvijek mjerimo s jednakim elementarnim nabojem i masom mirovanja, mora proći kroz obje pukotine istodobno da bi mogao interferirati sam sa sobom. Kako bi to bilo moguće, elektron je, prolazeći kroz obje pukotine bio u istom trenutku na dva mjesta. Provedemo li dosljedno ekstrapolaciju iz svijeta koji nas okružuje i u kojem postoje samo dvije pojavnosti, ona čestična i ona valna, što je razuman postupak, tada elektronu moramo pridružiti istodobno i čestična i valna svojstva. Jedino ako je bio rasprostranjeni val mogao je proći kroz obje pukotine istodobno. I nakon toga na ekranu se pojavljuje u vidu točke, kao jedno prebrojivo cijelo - kao čestica.